# Список головних тренерів ФК «Манчестер Юнайтед»

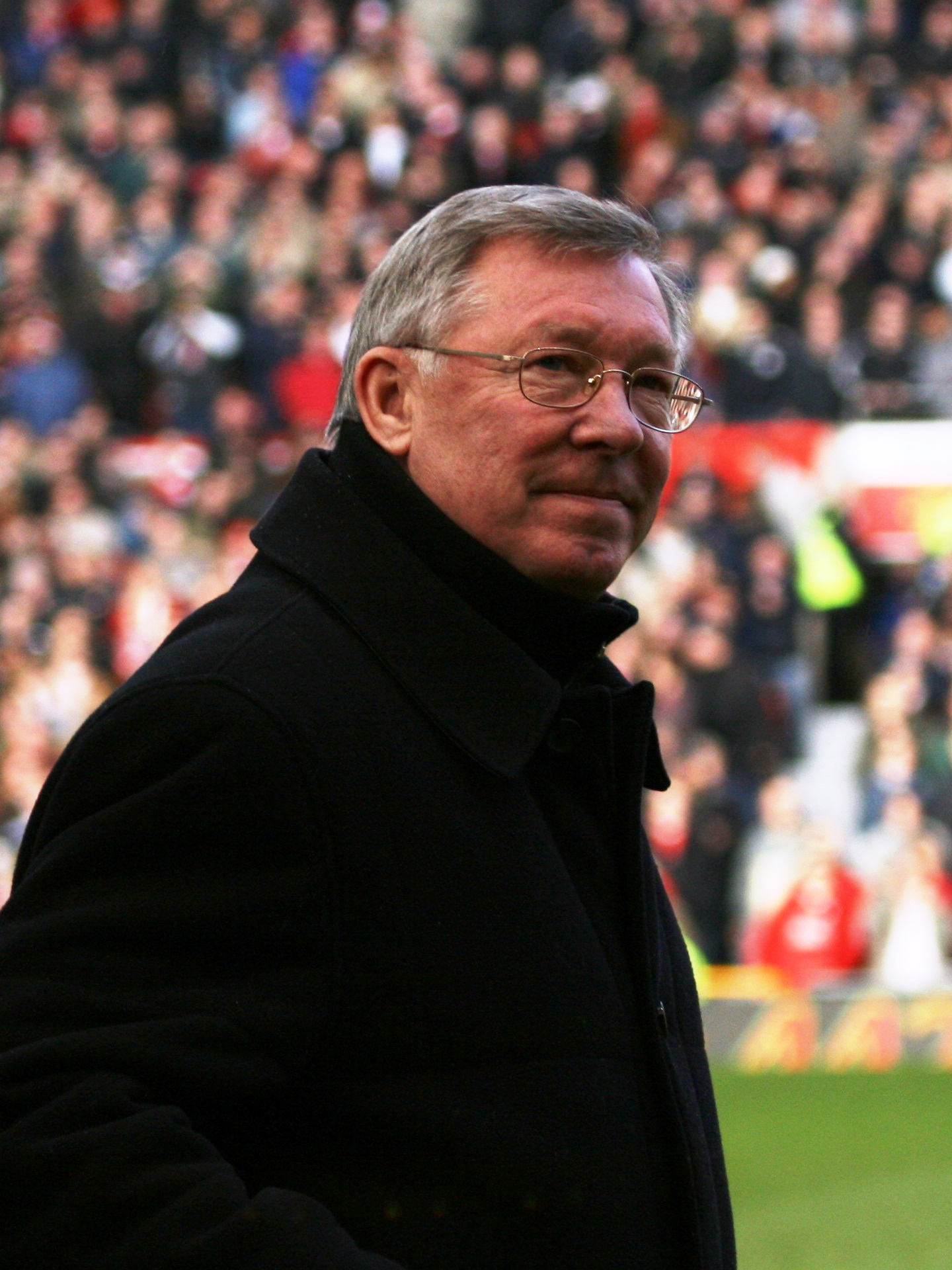
Алекс Фергюсон, найуспішніший головний тренер в історії «Манчестер Юнайтед»

Нижче наведений список головних тренерів футбольного клубу «Манчестер Юнайтед» і їх головних досягнень з 1892 року і дотепер. За всю історію у клубу було 18 головних тренерів.
Найуспішнішим в плані виграних трофеїв тренером в історії клубу є сер Алекс Фергюсон, який виграв 13 титулів Прем'єр-ліги, п'ять Кубків Англії, чотири Кубка Футбольної ліги, десять Суперкубків Англії, дві Ліги чемпіонів УЄФА, а також Суперкубок УЄФА, Кубок володарів кубків,Міжконтинентальний кубок і Клубний чемпіонат світу.

## Історія
З 1878 по 1914 роки команда керувалася колегіально спеціальним комітетом, секретар якої володів приблизно тими ж повноваженнями і впливом, якими володіє головний тренер в даний час. За цей період в клубі змінилося четверо секретарів: Гей Ейч Елбат, Джеймс Вест, Ернест Мангнелл і Джон Бентлі.
Ернест Мангнелл став першим тренером, з яким клуб виграв трофеї. У сезоні 1907/08 під його керівництвом «Юнайтед» виграв свій перший чемпіонський титул. У наступному сезоні клуб виграв свій перший Кубок Англії, а в сезоні 1910/11 - ще один чемпіонський титул. Попри успіхи, досягнуті з командою, Мангнелл покинув «Юнайтед» в 1912 році, перейшовши в «Манчестер Сіті». Пост секретаря клубу зайняв Джон Бентлі, а два годя потому його змінив Джек Робсон, який став першим в історії клубу тренером, а не просто секретарем. Він тренував команду сім років, до грудня 1921 року, коли він серйозно захворів, а через місяць помер від пневмонії.
Наступним тренером клубу став Джон Чепмен. Вже в перший сезон під керівництвом Чепмена «Юнайтед» вилетів у Другий дивізіон, вперше з 1906 року. Команда провела три роки у Другому дивізіоні, після чого повернулася в Перший дивізіон. Привівши клуб на 9-е місце в чемпіонаті і довівши його до півфіналу Кубка Англії в сезоні 1925/26, Чепмен 8 жовтня 1926 отримав телеграму від Футбольної асоціації, в якій повідомлялося про його дискваліфікацію до кінця сезону без пояснення причини. До кінця сезону клуб тренував Лал Хілдіч, якого вже на постійній основі замінив Герберт Бемлетт .
Бемлетт знаходився на посту тренера клубу чотири роки, але не зміг домогтися з «Юнайтед» ніякого успіху: найвищою позицією команди в роки його керівництва було 12-е місце в чемпіонаті. 1931 року «Юнайтед» знову вилетів у Другий дивізіон. Бемлетта звільнили, а на його місце був призначений клубний секретар Волтер Крікмер. Крікмер керував командою всього один сезон, протягом якого клуб не зміг повернутися в Перший дивізіон. У червні 1932 головним тренером клубу був призначений Скотт Дункан, але в другому сезоні під його керівництвом «Юнайтед» досяг найнижчої в своїй історії позиції, посівши 20-е місце у Другому дивізіоні. Однак, Дункана не звільнили, і в 1936 році він домігся повернення клубу в Перший дивізіон. У наступному сезоні клуб знову вилетів з Першого дивізіону, і Волтер Крікмер вдруге взяв на себе повноваження головного тренера команди і залишався на цій посаді до закінчення Другої світової війни.
Ще до закінчення війни клуб провів переговори з Меттом Басбі, який незадовго до цього відкинув пропозицію «Ліверпуля» залишитися в тренерському штабі клубу, бо хотів мати більше повноважень з управління ігровою підготовкою команди, а не просто вибирати склад на матч. «Юнайтед» надав Басбі всі необхідні повноваження і призначив його головним тренером. У своїх перших п'яти сезонах Метт Басбі привів клуб до чотирьох срібних медалей Першого дивізіону, поки, нарешті, не виграв чемпіонат у сезоні 1951/52. Незабаром після цього він почав здійснювати масову заміну футболістів-ветеранів на зовсім юних гравців, які увійшли в історію як «малюки Басбі». Оновлений «Юнайтед» виграв два чемпіонські титули в сезонах 1955/56 і 1956/57, а також взяв участь у двох фіналах Кубка Англії. Кар'єри багатьох футболістів обірвалися в мюнхенській авіакатастрофі 1958, в якій сам Метт Басбі отримав важкі травми .
Поки Басбі відновлювався від отриманих травм у лікарні, тренерські обов'язки перейшли до його асистента, Джиммі Мерфі . Після свого одужання, Басбі почав нову перебудову команди, і через п'ять років, в 1963 році, «Юнайтед» виграв Кубок Англії, вперше після 15-річної перерви. За перемогою в Кубку команда здобула два чемпіонські титули Першого дивізіону, а також найпрестижніший трофей клубного європейського футболу — Кубок європейських чемпіонів. Після успіху в Європі Басбі керував клубом ще один сезон, а потім передав повноваження головного тренера «Юнайтед» клубному тренеру Вілфу Макгіннессу. Макгіннессу не вдалося впоратися зі своєю новою посадою і в підсумку Басбі вмовили повернутися до керівництва командою на другу половину сезону 1970/71. Однак, вже влітку Басбі остаточно завершив тренерську кар'єру, і головним тренером команди став Френк О'Фаррелл. О'Фаррелл недовго пробув на своїй посаді - зокрема, через свою нездатність контролювати екстравагантні витівки Джорджа Беста. Рада директорів клубу вирішив передчасно розірвати контракт з О'Фарреллом, хоча він був розрахований на ще три роки .
Новим головним тренером команди став нещодавно призначений на пост тренера збірної Шотландії Томмі Догерті. Уже через місяць Догерті відмовився від роботи в збірній Шотландії, а його першим завданням в «Юнайтед» стало збереження клубу у вищому дивізіоні. Догерті вдалося добитися цього результату протягом першого року, але вже за підсумками сезону 1973/74 клуб вилетів у Другій дивізіон. У наступному сезоні «Юнайтед» повернувся в Перший дивізіон, і відразу після повернення посів у ньому третє місце, а також вийшов у фінал Кубка Англії 1976 року. У наступному сезоні клубу вдалося виграти фінал Кубка Англії у «Ліверпуля». Незабаром з'ясувалося, що у Догерті роман з дружиною клубного фізіотерапевта, після чого його відразу ж звільнили , замінивши на головного тренера «Квінз Парк Рейнджерс» Дейва Секстона.
Секстон був головним тренером «Юнайтед» протягом п'яти сезонів, але не зміг виграти з клубом жодного трофея. 1981 року головним тренером команди був призначений Рон Аткінсон. Аткінсону вдалося домогтися з командою вдалих виступів в кубкових турнірах: за п'ять років під його керівництвом «Юнайтед» виграв два Кубки Англії. При ньому команда досить успішно виступала в чемпіонаті, але після невдалого початку сезону 1986/87, Аткінсон був звільнений . На місце головного тренера команди був призначений Алекс Фергюсон, який прославився тим, що тричі виграв Перший дивізіон чемпіонату Шотландії з «Абердіном», перервавши здавалося непорушниме домінування в Шотландії «Селтіка» і «Рейнджерс» .
З моменту свого призначення Фергюсон відзначився кількома вкрай вигідними для команди придбаннями, включаючи підписання контракту з Петером Шмейхелем і Еріком Кантона, кожен з яких обійшовся клубу менш ніж в £ 1,5 млн. У сезоні 1992/93 Фергюсон повернув чемпіонський титул на «Олд Траффорд», по закінченні 26 років після останньої перемоги «Юнайтед» у чемпіонаті. Протягом наступного десятиліття Фергюсон вигравав Прем'єр-лігу ще шість разів, включаючи рекордний «хет-трик» чемпіонських титулів з 1999 по 2001 роки, який не вдавався ще жодному тренеру з однією командою . 1999 року Фергюсон привів клуб до знаменитого «потроєнь»: перемоги в Прем'єр-лізі, Кубку Англії та Лізі чемпіонів УЄФА. Відтоді він виграв ще три чемпіонські титули Прем'єр-ліги, попри ряд заяв про свою швидку відставку . У сезоні 2007/08 Фергюсон в десятий раз виграв Прем'єр-лігу, і вдруге - Лігу чемпіонів УЄФА. У наступному сезоні Фергюсон виграв 11-й титул Прем'єр-ліги, а також Кубок Футбольної ліги. У сезоні 2009/10 «Юнайтед» в четвертий раз виграв Кубок Футбольної ліги під керівництвом Фергюсона. У травні 2011 року Фергюсон виграв 12-й титул Прем'єр-ліги, зробивши «Манчестер Юнайтед» найтитулованішим клубом Англії (19 чемпіонських титулів) . У сезоні 2012/13 Фергюсон виграв свій 13-й титул Прем'єр-ліги, а «Манчестер Юнайтед» став 20-кратним чемпіоном Англії.

## Статистика
Інформація відкоригована станом на 4 березня 2015 року. У статистику включений тільки офіційні матчі.
- н/д — немає даних

| фото | ім'я                                | громадянство | Початок роботи    | Закінчення роботи | М    | В   | Н   | П   | МЗ   | МП   | % перемог | трофеї | Примітки |
| ---- | ----------------------------------- | ------------ | ----------------- | ----------------- | ---- | --- | --- | --- | ---- | ---- | --------- | --- | -------- |
|      | Альфред Елбат                       | Англія       | 1892              | 1900              | н/д  | н/д | н/д | н/д | н/д  | н/д  | н/д       | |          |
|      | Джеймс Уест                         | Англія       | 1900              | вересня 1903      | 113  | 46  | 20  | 47  | 159  | 147  | 40,71     | | [ 14 ]   |
|      | Ернест Мангнелл                     | Англія       | 10 жовтня 1903    | 9 вересня 1912    | 373  | 202 | 76  | 95  | 700  | 476  | 54,16     | 2 перемоги в Першому дивізіоні 1 Кубок Англії 2 Суперкубка Англії | [ 15 ]   |
|      | Ті Джей Уоллуорт                    | 0            | 9 вересня 1912    | 20 жовтня 1912    | 6    | 3   | 2   | 1   | 11   | 7    | 50,00     | |          |
|      | Джон Бентлі                         | Англія       | 28 жовтня 1912    | 28 грудня 1914    | 82   | 36  | 16  | 30  | 127  | 110  | 43,90     | | [ 16 ]   |
|      | Джек Робсон                         | Англія       | 28 грудня 1914    | 31 жовтня 1921    | 139  | 41  | 42  | 56  | 183  | 207  | 29,50     | | [ 17 ]   |
|      | Джон Чепмен                         | Англія       | 31 жовтня 1921    | 8 жовтня 1926     | 221  | 86  | 58  | 77  | 287  | 274  | 38,91     | | [ 18 ]   |
|      | Лал Хілдіч                          | Англія       | 8 жовтня 1926     | 13 квітня 1927    | 33   | 10  | 10  | 13  | 38   | 47   | 30,30     | | [ 19 ]   |
|      | Герберт Бемлетт                     | Англія       | 13 квітня 1927    | 9 листопада 1931  | 183  | 57  | 42  | 84  | 280  | 374  | 31,15     | | [ 20 ]   |
|      | Волтер Крікмер                      | Англія       | 9 листопада 1931  | 13 липня 1932     | 43   | 17  | 8   | 18  | 72   | 76   | 39,53     | | [ 21 ]   |
|      | Скотт Дункан                        | Шотландія    | 13 липня 1932     | 7 листопада 1937  | 235  | 92  | 53  | 90  | 371  | 362  | 39,15     | | [ 22 ]   |
|      | Волтер Крікмер                      | Англія       | 9 листопада 1937  | 15 лютого 1945    | 76   | 30  | 24  | 22  | 131  | 112  | 39,47     | | [ 21 ]   |
|      | Метт Басбі                          | Шотландія    | 1 жовтня 1945     | 4 червня 1969     | 1120 | 565 | 263 | 292 | 2286 | 1536 | 50,45     | 5 перемог в Першому дивізіоні 2 Кубок Англії 5 Суперкубка Англії 1 Кубок європейських чемпіонів | [ 23 ]   |
|      | Джиммі Мерфі                        | Уельс        | лютого 1958       | червня 1958       | 22   | 5   | 7   | 10  | 27   | 42   | 22,73     | | [ 24 ]   |
|      | Уілф Макгіннесс                     | Англія       | 4 червня 1969     | 29 грудня 1970    | 87   | 32  | 32  | 23  | 127  | 111  | 36,78     | | [ 25 ]   |
|      | Метт Басбі                          | Шотландія    | 29 грудня 1970    | 8 червня 1971     | 21   | 11  | 3   | 7   | 38   | 30   | 52,38     | | [ 23 ]   |
|      | Френк О'Фаррелл                     | Ірландія     | 8 червня 1971     | 19 грудня 1972    | 81   | 30  | 24  | 27  | 115  | 111  | 37,04     | | [ 26 ]   |
|      | Томмі Догерті                       | Шотландія    | 22 грудня 1972    | 4 липня 1977      | 228  | 107 | 56  | 65  | 333  | 252  | 46,93     | 1 Кубок Англії | [ 27 ]   |
|      | Дейв Секстон                        | Англія       | 14 липня 1977     | 29 квітня 1981    | 201  | 81  | 64  | 56  | 290  | 240  | 40,30     | 1 Суперкубка Англії | [ 28 ]   |
|      | Рон Аткінсон                        | Англія       | 9 червня 1981     | 6 листопада 1986  | 292  | 146 | 79  | 67  | 461  | 266  | 50,00     | 2 Кубок Англії 1 Суперкубка Англії | [ 29 ]   |
|      | Алекс Фергюсон                      | Шотландія    | 6 листопада 1986  | 19 травня 2013    | 1500 | 895 | 338 | 267 | 2769 | 1365 | 59,67     | 13 перемог в Прем'єр-лізі 5 Кубків Англії 4 Кубка Футбольної ліги 10 Суперкубків Англії 2 Ліги чемпіонів УЄФА 1 Кубок володарів кубків 1 Суперкубок УЄФА 1 Міжконтинентальний кубок 1 Клубний чемпіонат світу | [ 30 ]   |
|      | Девід Моєс                          | Шотландія    | 1 липня 2013      | 22 квітня 2014    | 51   | 27  | 9   | 15  | 86   | 54   | 52,94     | 1 Суперкубок Англії | [ 31 ]   |
|      | Райан Гіггз                         | Уельс        | 22 квітня 2014    | 14 липня 2014     | 4    | 2   | 1   | 1   | 8    | 3    | 50,00     | | [ 32 ]   |
|      | Луї ван Гал                         | Нідерланди   | 16 липня 2014     | 23 травня 2016    | 103  | 54  | 25  | 24  | 158  | 98   | 52,43     | 1 Кубок Англії | [ 33 ]   |
|      | Жозе Моурінью                       | Португалія   | 27 травня 2016    | 18 грудня 2018    | 144  | 84  | 32  | 28  | 244  | 121  | 58,33     | 1 Кубка Футбольної ліги 1 Ліга Европи УЕФА 1 Суперкубок Англії | [ 34 ]   |
|      | Уле Гуннар Сульшер                  | Норвегія     | 19 грудня 2018    | 21 листопада 2021 | 168  | 91  | 37  | 40  | 323  | 165  | 54,17     | | [ 35 ]   |
|      | Майкл Каррік (виконувач обов'язків) | Англія       | 21 листопада 2021 | 2 грудня 2021     | 3    | 2   | 1   | 0   | 6    | 3    | 66,67     | | [ 36 ]   |
|      | Ральф Рангнік (тимчасовий тренер)   | Німеччина    | 3 грудня 2021     | 22 травня 2022    | 29   | 11  | 10  | 8   | 37   | 37   | 37,93     | | [ 37 ]   |
|      | Ерік тен Гаґ                        | Нідерланди   | 23 травня 2022    |                   | 61   | 41  | 9   | 11  | 107  | 61   | 67,21     | 1 Кубка Футбольної ліги | [ 38 ]   |